# 한국농수식품CEO연합회
한국농수식품CEO연합회는 농산물시장 및 경영정보 공유를 위한 사업, 경영지원 및 관리시스템 구축을 위한 사업, 과학영농 투자와 연구결과의 실용화를 위한 사업, 농업인재 육성을 위한 교육 및 연수사업 등을 목적으로 2006년 3월 22일 설립된 대한민국 농림수산식품부 소관의 사단법인이다. 사무실은 서울특별시 서초구 강남대로 672, aT센터 1005호에 있다.

## 주요 사업
- 농업계 전반에 대한 경영지원, 컨설팅 및 관리 시스템 구축
- 회원 간 농업 시장, 경영에 대한 정보를 공유
- 과학 영농에 대한 투자와 연구 결과의 실용화
- 농업인재 육성을 위한 교육 및 연수사업
- 농업과 경제관련 단체 및 기관과의 공조 유지
- 농업정책의 검토와 중요 농정현안에 대한 대정부 건의
- 한국농업의 경쟁력 제고를 위한 제반 연구
- 출판ㆍ인쇄업
- 기타 제2조의 목적에 부합하는 제반 사업

## 지정기부금단체
2007년 3월 30일 지정기부금단체로 지정되었다.
- 2007년도 모금액 : 없음
- 2008년도 모금액 : 총 52,500,000원
- 2009년도 모금액 : 총 37,053,300원
- 2010년도 모금액 : 총 25,606,400원